# Catedral de Lichfield
La catedral de Lichfield, localizada en la ciudad de Lichfield, Inglaterra, es la sede de la diócesis del mismo nombre. Es la única iglesia medieval inglesa con tres torres rematadas en aguja. Está consagrada a la Virgen María y a San Chad, santo patrón de la ciudad.
Su construcción gótica tiene como material principal arenisca roja procedente de una cantera al sur de la ciudad.

## Historia
La primera catedral se localizada en otra parte de la ciudad, después de que san Chad, obispo de Mercia, decidió cambiar la sede episcopal de Repton a Lichfield, en 669. En el lugar de la actual catedral de Lichfield se levantó una catedral de madera alrededor del año 700, por iniciativa del obispo Hedda, para albergar los restos de San Chad, que fueron motivo de peregrinación.
El rey Offa de Mercia, descontento con que el obispado de Lichfield fuera sufragáneo de la Archidiócesis de Canterbury, un territorio que no se hallaba bajo la autoridad de los monarcas de Mercia, decidió crear un arzobispado propio en Lichfield, que tendría bajo su autoridad a todos los obispos desde el río Humber hasta el Támesis. El arzobispado de Lichfield, apoyado por el papa, sólo duró 16 años, poco después de la muerte de Offa, y fue reintegrado a Canterbury.
La antigua catedral sajona de madera sería reemplazada por una catedral normanda de piedra a finales del siglo XI, y ésta a su vez sería sustituida por el edificio gótico actual, cuya construcción comenzó en 1195, y sería terminada en la década de 1330 con la construcción de la Lady Chapel.
El coro data de alrededor de 1200, los transeptos de 1220 a 1240, y la nave fue iniciada cerca de 1260. La sala capitular, de estructura octagonal, fue terminada en 1249 y es una de las partes más bellas de la catedral, con detalles tallados en piedra, además de que alberga el tesoro más grande del templo: los Evangelios de Lichfield, un manuscrito a color del siglo VIII.

### Devastación durante la Guerra Civil Inglesa

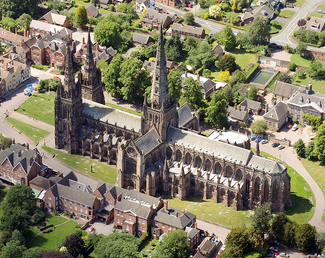

Hubo tres importantes asedios a la ciudad de Lichfield en el período entre 1643 y 1646. La catedral fue rodeada por un foso y murallas defensivas, y en la práctica el templo funcionó como una fortificación. Las autoridades de la catedral apoyaron al rey, pero la mayor parte de la población de la ciudad se alinearon con el parlamento. La catedral fue sitiada y ocupada por ambos bandos. La destrucción fue masiva: se derrumbó la aguja central, se arruinó el techo, y todos los vitrales quedaron hechos añicos. El obispo John Hacket ordenó la restauración en la década de 1660, para lo que contó con el apoyo financiero del rey -quien por cierto había sido restaurado en el trono-, pero no sería sino hasta el siglo XIX que se repararía por completo el daño causado por la guerra civil. Hasta el siglo XIX, en la cima del gablete superior permaneció una estatua colosal de Carlos II, obra de William Wilson. Actualmente, la estatua permanece enfrente del portal sur.

### Restauración victoriana

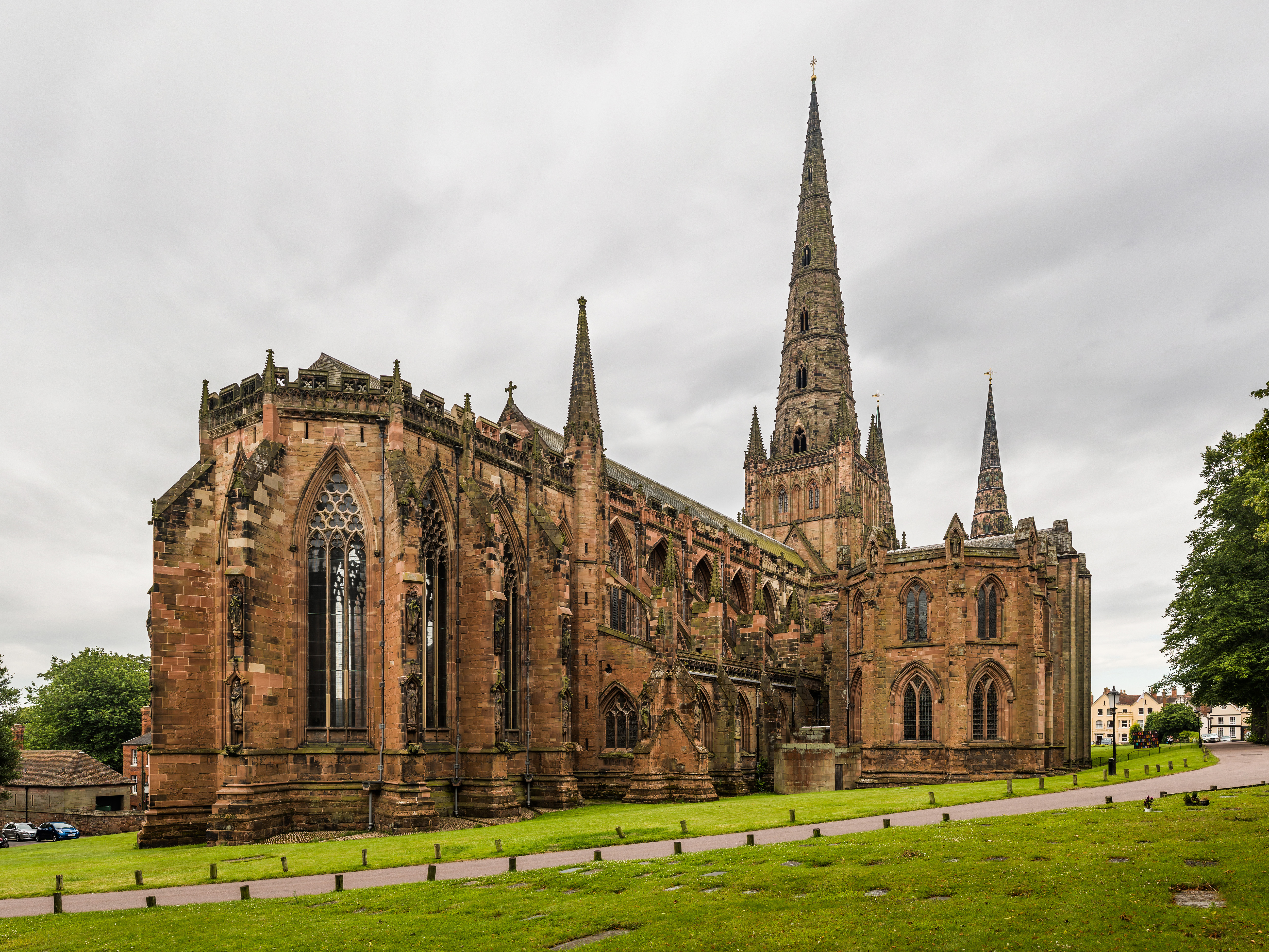
Vista exterior desde la cabecera de la catedral.

Aunque el siglo XVIII fue una época dorada para la ciudad de Lichfield, fue también un período de decadencia para la catedral. La biblioteca del siglo XV, en el lado norte de la nave, fue demolida y su colección trasladada a la sala capitular, donde persiste hoy en día. La mayor parte de las esculturas de la fachada occidental fueron retiradas y la mampostería cubierta con cemento. A finales del siglo, John Wyatt organizó importantes trabajos estructurales para evitar un colapso del edificio, y agregó una pantalla de piedra en la entrada del coro. 
La iglesia fue renovada durante la época victoriana (1837-1901) bajo la dirección del arquitecto George Gilbert Scott. Scott intentó realizar una restauración lo más cercana posible a la obra medieval, utilizando piedra original del mismo lugar de donde se utilizó en la Edad Media. En la fachada occidental se crearon imitaciones de las esculturas originales de reyes, reinas y santos, y se añadieron nuevas cuando no se contaba con la estatua original. La construcción de los asientos del clero también se realizó en piedra. Algunos agregados, realizados a petición del propio Scott, son obras representativas del arte victoriano, como una pantalla de metal, obra de Francis Skidmore y John Birmie Philip, así como los bellos azulejos del coro.

### ElsigloXXy la actualidad
La restauración artística continuó durante casi todo el siglo XX. En 1957 se comenzó una restauración de una parte del techo y de las agujas, y en 1987 se echaría a andar un nuevo programa de reparación y limpieza, que duraría diez años.

En la actualidad la catedral también funciona como un sitio donde se realizan conciertos, sobre todo en el mes de julio, cuando se celebra el Festival Internacional de Lichfield

Fachada occidental de la catedral de Lichfield
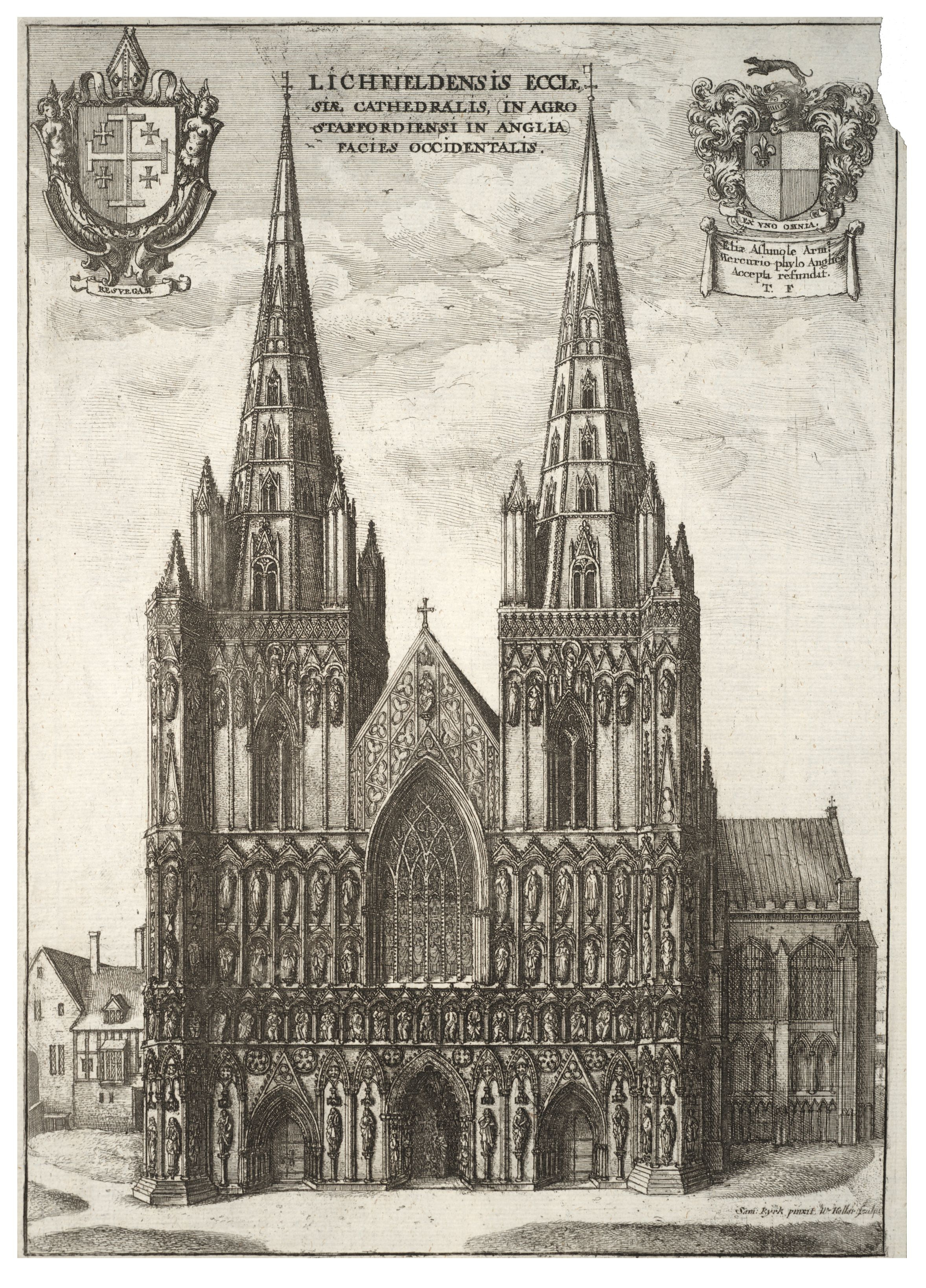
Hacia 1650
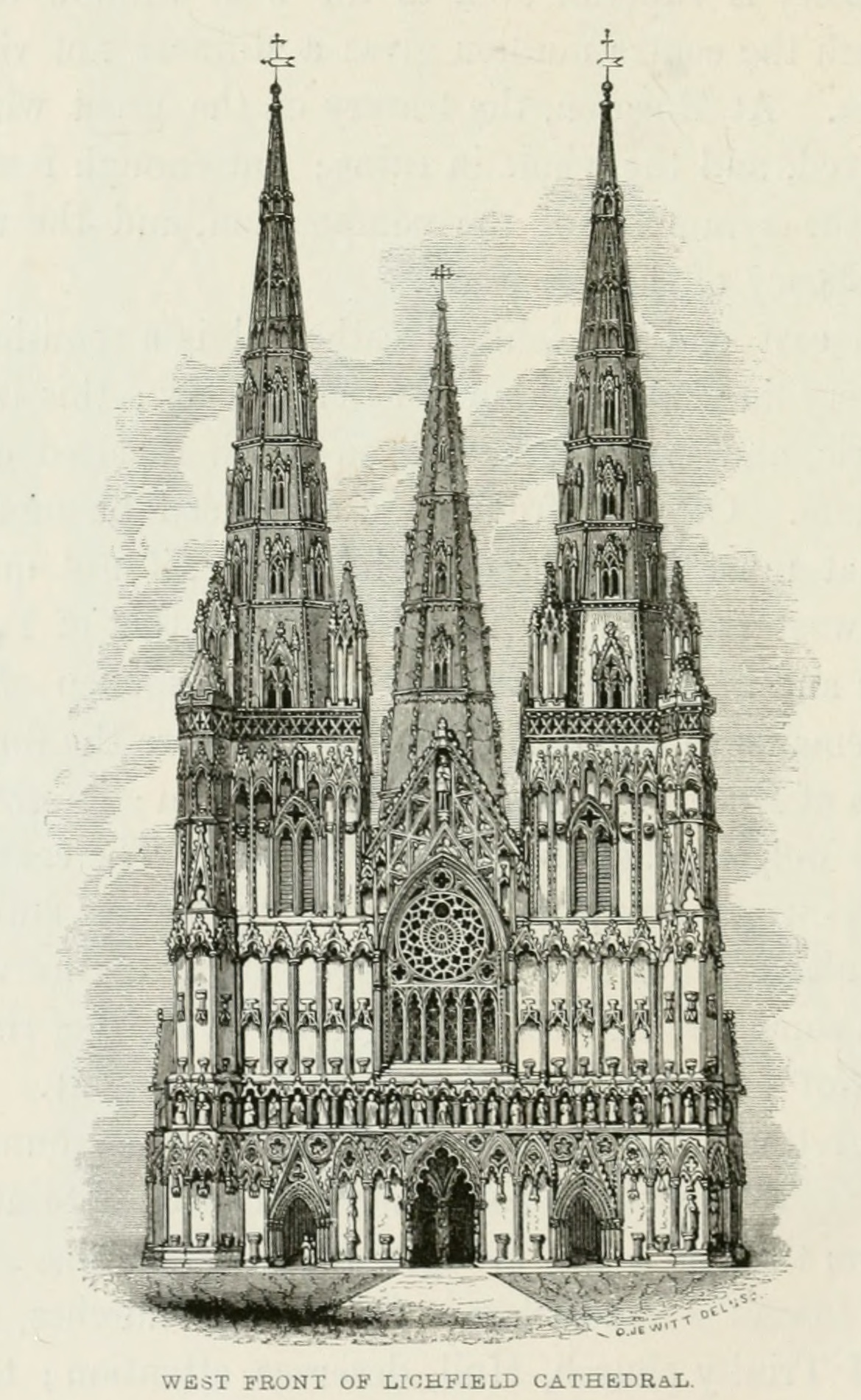
Hacia 1830
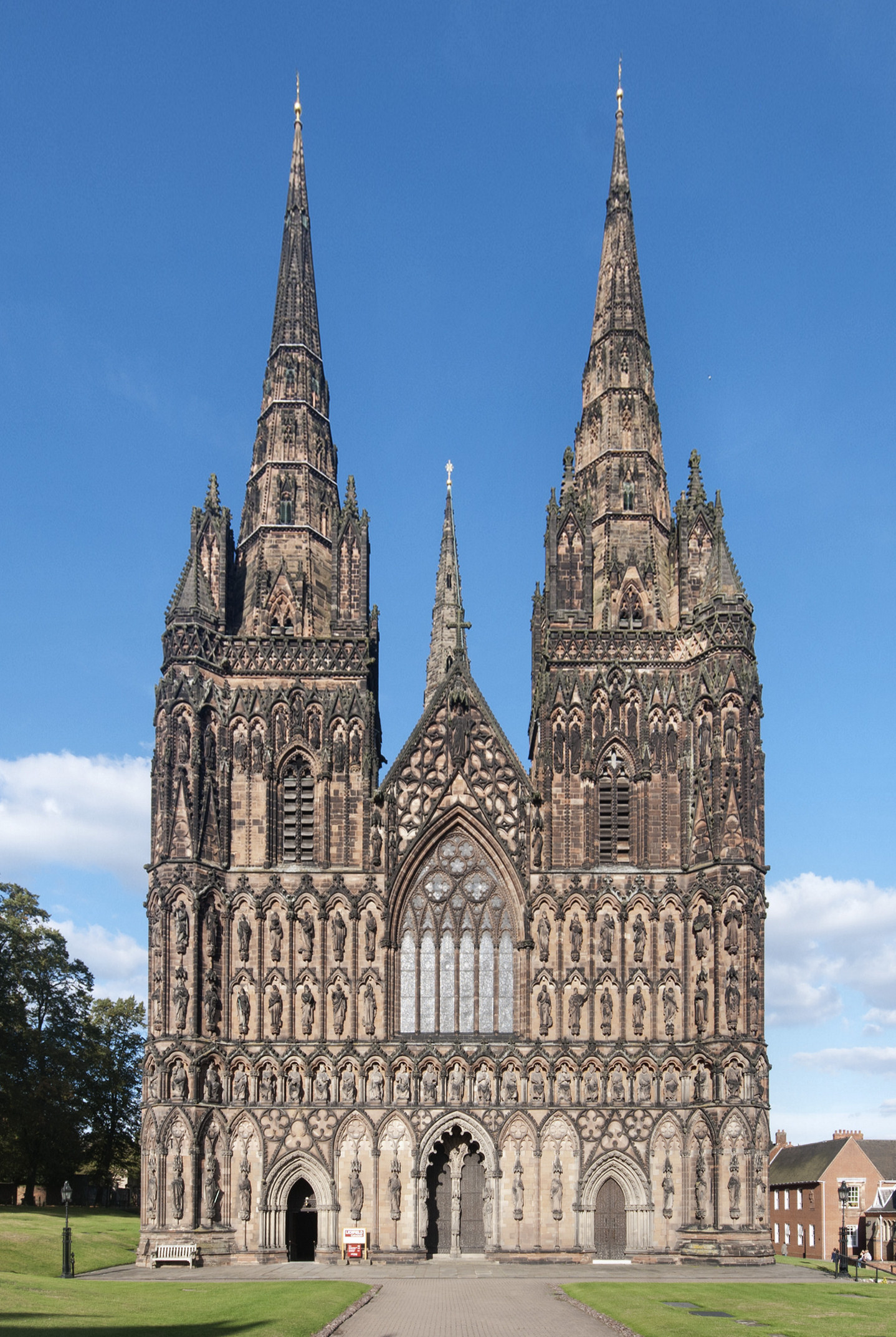
En 2011